# Jumpman (Logo)
Der „Jumpman“ ist ein Logo von Jordan (Unternehmen). Mit ihm werden Michael-Jordan-Merchandise-Produkte vermarktet, unter anderem auch die bekannten und finanziell erfolgreichen Basketballschuhe der Marke Air Jordan von Nike.
Das Jumpman-Logo wurde von Peter Moore designt. Es ist eine Silhouette eines in einem Studio aufgenommenen Fotos, bei dem Michael Jordan einen Dunk ausführt.  Allerdings hat er bei den Aufnahmen nicht tatsächlich gedunkt, sondern ist lediglich in die Höhe gesprungen und hat dabei seine Beine gespreizt. Dieses Bild wurde dem Air Jordan I zur Verkaufssteigerung beigelegt und wurde dadurch schnell bekannt.
Der Air Jordan III, 1988 auf den Markt gebracht, war der erste Air-Jordan-Schuh, der das Jumpman-Logo aufwies, womit gleichzeitig das alte „Wings“-Logo ersetzt wurde, das noch auf dem Air Jordan I und Air Jordan II erschien. Mit dem neuen Logo sollte an Slam Dunk Titel erinnert werden, den Michael Jordan 1988 erstmals gewann.
Bei der Air Jordan-Linie erscheint das Jumpman-Logo durchgängig auf allen Modellen, mit Ausnahme des Air Jordan VIII, auf dem es durch ein Friedenssymbol ersetzt wurde.
In den Jahren 1994 und 1995 produzierte Nike zusammen mit Warner Brothers Bugs Bunny eine Werbespot-Reihe mit Michael Jordan.
In Verbindung mit der Parodie des Jumpman Logos vermarktete Nike einige Merchandise-Artikel, auf denen die Silhouette von Bugs Bunny zu sehen war, kombiniert mit dem Schriftzug "Hare Jordan" – eine Verballhornung der Begriffe 'air' sowie 'hare' – Englisch für Hase.